# Екологічне будівництво

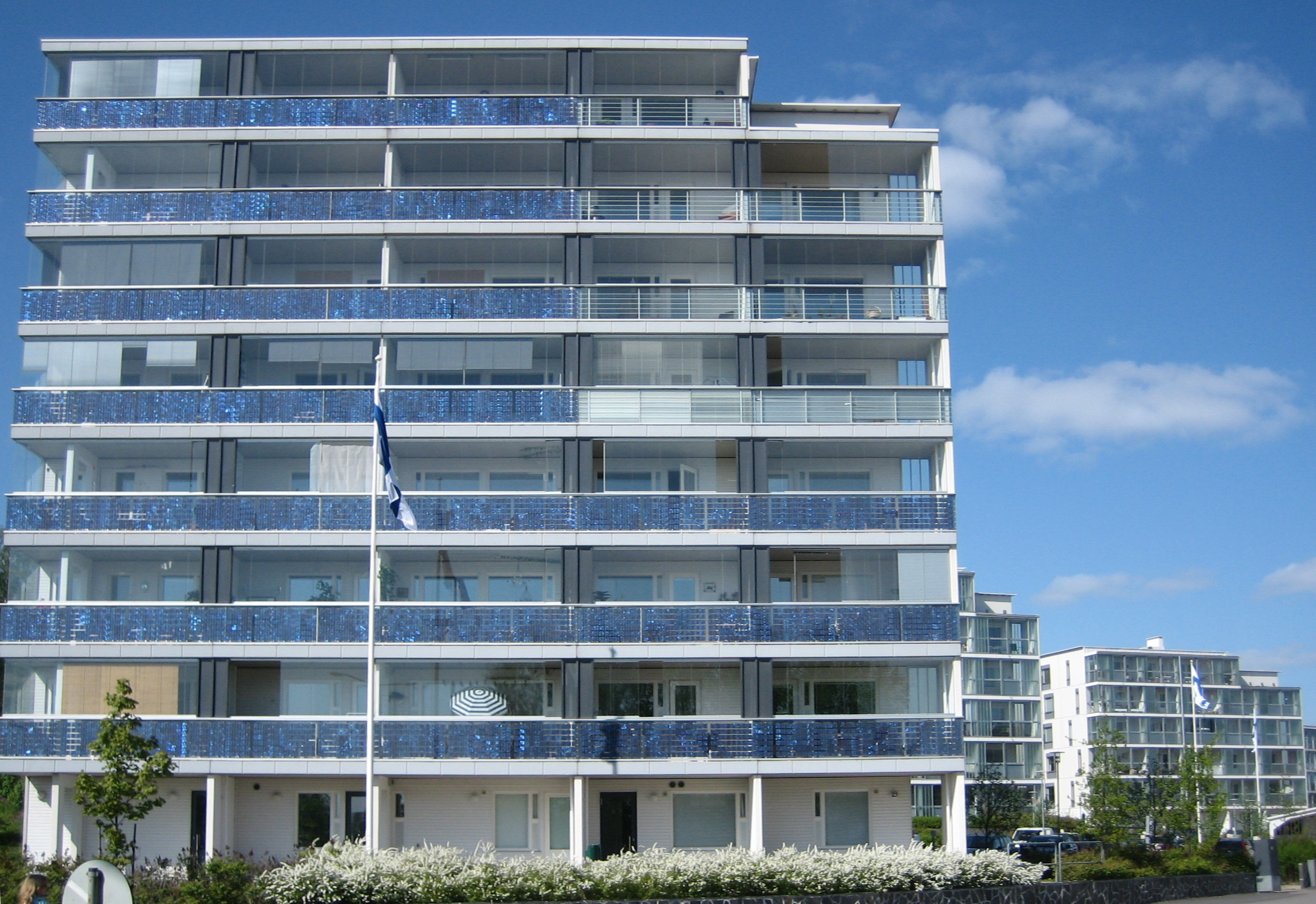
Віїк — квартал будівель із зниженими енерговитратами в Гельсінкі (Фінляндія). У фасад будівлі вбудовані панелі, що акумулють сонячну енергію

Екологі́чне будівни́цтво або зелене будівництво (англ. green construction) — це практика будівництва та експлуатації будівель, метою якої є зниження рівня споживання енергетичних і матеріальних ресурсів протягом всього життєвого циклу будівлі: від вибору ділянки до проектування, будівництва, експлуатації, ремонту і знесення.
Іншою метою зеленого будівництва є збереження або підвищення якості будівель і комфорту їх внутрішнього середовища.
Хоча нові технології постійно удосконалюються для застосування у поточній практиці створення зелених будівель, основною турботою даного підходу є скорочення загального впливу споруди на довкілля і людське здоров'я, що досягається за рахунок:
- ефективного використання енергії, води та інших ресурсів;
- уваги до підтримки здоров'я мешканців;
- скорочення кількості відходів, викидів та інших впливів на довкілля.

Енергоефективна будівля використовує для свого енергозабезпечення (гаряче водопостачання, опалення, вентиляція та кондиціонування) альтернативні джерела енергії (енергія сонячного випромінювання, вітрова енергетика, гідроенергетика, геотермальна енергетика, тепло ґрунту, тепло повітря, та їх комбінацій) та електроенергію. Її система енергозабезпечення як правило складається з енергоактивних огороджувальних конструкцій (енергоактивний дах, енергоактивний фасад) на базі геліопрофілю (електрогеліопрофілю), геотермальної теплової помпи та сезонного ґрунтового акумулятора тепла.

## Відновлювальна енергетика та енергоефективність

### Відновлювальна енергетика

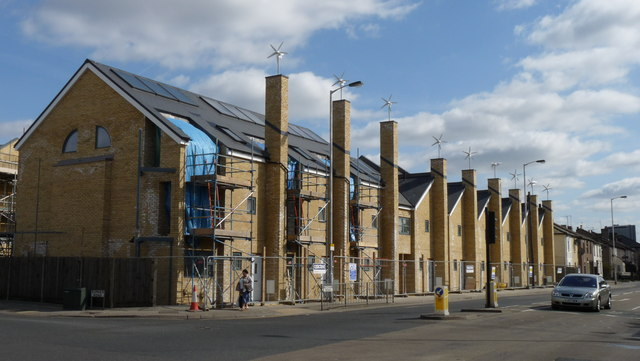
Комбінація сонячних панелей та вітрових турбін на даху будинку

Інтеграція відновлюваної енергетики включає такі технології, як сонячні панелі та сонячна черепиця, вітрові турбіни (горизонтальні, вертикальні та інші), гідроенергетика (мікро гідро, піко гідро), геотермальна енергія, енергія біомаси, та їх комбінації, щоб задовольнити енергетичні потреби будівлі чи інфраструктури. Системи накопичення енергії допомагають зберігати надлишкову енергію, вироблену з відновлюваних джерел, для подальшого використання та перенаправлення надлишку до мережі, підвищуючи енергостійкість і зменшуючи пікове споживання з мережі.

### Енергоефективність
Енергоефективність відіграє важливу роль у стійкій архітектурі. Це включає енергозбереження для опалення, кондиціонування, освітлення та інших цілей; а також використання відновлюваних джерел енергії. На будівлі припадає 40% світового споживання енергії. Завдяки інтеграції принципів енергоефективних проєктування, матеріалів і технологій, можливо збільшити прибутки, знизити експлуатаційні витрати, скоротити викиди парникових газів і сприяти цілям сталого розвитку. Енергоефективні технології та практики включають:

Пасивний будинок

- Пасивний будинокСтратегії пасивного дизайну: правильна орієнтація будівлі, оптимізоване розміщення вікон, природне освітлення, пасивна вентиляція[en] та ефективна ізоляція, задля зменшення потреби в нагріванні та охолодженні.
- Високоефективні ізоляційні конструкції: аерогелі та вакуумні ізоляційні панелі, для мінімізації передачі тепла через стіни, дахи та підлоги, тим самим зменшуючи споживання енергії будівлею.[17]
- Енергоефективні системи опалення, вентиляції та кондиціонування повітря (HVAC): такі як теплові насоси, системи водяного опалення, повітряне опалення, променеве опалення та охолодження[en], системи енергоменеджменту, та інші, щоб забезпечити тепловий комфорт з мінімальним споживанням енергії.[17][18] Системи штучного інтелекту використовуються для прогнозування, оптимізації, контролю та діагностики систем опалення, вентиляції та кондиціонування.[19][20][21]
- Передові технології освітлення: світлодіодні лампи та стрічки, системи збору денного світла[en] та датчики присутності[en], щоб мінімізувати споживання електроенергії, забезпечуючи достатній рівень освітлення.[22][23]

## Стійкі будівельні матеріали та практики
Стійкі будівельні матеріали з низьким впливом на довкілля є одним з основних принципів стійкої архітектури та циркулярного будівництва. Стійкість матеріалів оцінюється за соціальними, економічними та екологічними факторами (див. також Стійка архітектура, Сталий дизайн, Стабільне місто). Стійкі будівельні матеріали включають:

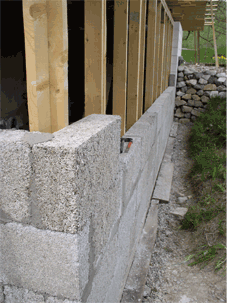
Блоки конопляного бетону з відходів коноплі

- Перероблені матеріали чинять менший негативний вплив на довкілля та пропонують економічну вигоду та, в деяких випадках, унікальні властивості перероблених матеріалів.[26][27] Прикладами є заповнювачі бетону з будівельних та інших відходів[26], армований переробленим сталевим волокном бетон[28], перероблений пластик та біопластик, повторно використана деревина тощо. (див. Циркулярне будівництво)
- Біологічні матеріали: відновлювані і біологічно розкладні матеріали, частина з яких виробляються з відходів сільського господарства в циркулярній біоекономіці.[24]
  - Конопляний бетон (костробетон, конопляний цемент[29]) — це різновид рослинного бетону[30], що складається з суміші конопляних волокон (костриці), вапна та води, який використовують як стійку альтернативу бетону. Він має чудові термо- та звукоізоляційні властивості, є легким, вогнетривким (в залежності від пропорцій) та поглинає вуглекислий газ під час процесу твердіння (реагуючи з CO2 повітря в процесі карбонізації), на додачу до вуглецю, який накопичується в целюлозі волокон в процесі росту коноплі, що загалом робить його унікальним вуглецево-негативним стійким будівельним матеріалом.[31][32] Окрім бетону, з костриці виробляють плити та цеглу.[29]
  - Матеріали на основі міцелію: легкі матеріали, придатні для ізоляції, пакування та навіть структурних компонентів. Перспективні як тепло- та звукоізоляційна піна. Мають низьку щільність і теплопровідність, високе звукопоглинання і пожежобезпечність. Можуть замінити пінопласт, дерев’яну та пластикову ізоляцію, дверні серцевини, панелі, компоненти підлоги та меблів.[33] Поєднуються з іншими сільськогосподарськими та промисловими відходами для створення композитних матеріалів.[34]
  - Відходи виробництва цукрової тростини, зернових культур та інші сільськогосподарські відходи, та їх комбінації, використовуються на фермах для виготовлення цегли, панелей, будівельних розчинів тощо.[35]
  - Поліуретани на біологічній основі: поліуретани на біологічній основі виготовляють з рослинних олій, біомаси або CO2, і вони знаходять застосування у пінах, клеях і покриттях.[36][37] Застосування поліуретанових покриттів на біологічній основі призвело до меншого часу висихання та вищої твердості з однаковим блиском, хімічною стійкістю та механічною стійкістю.[38]

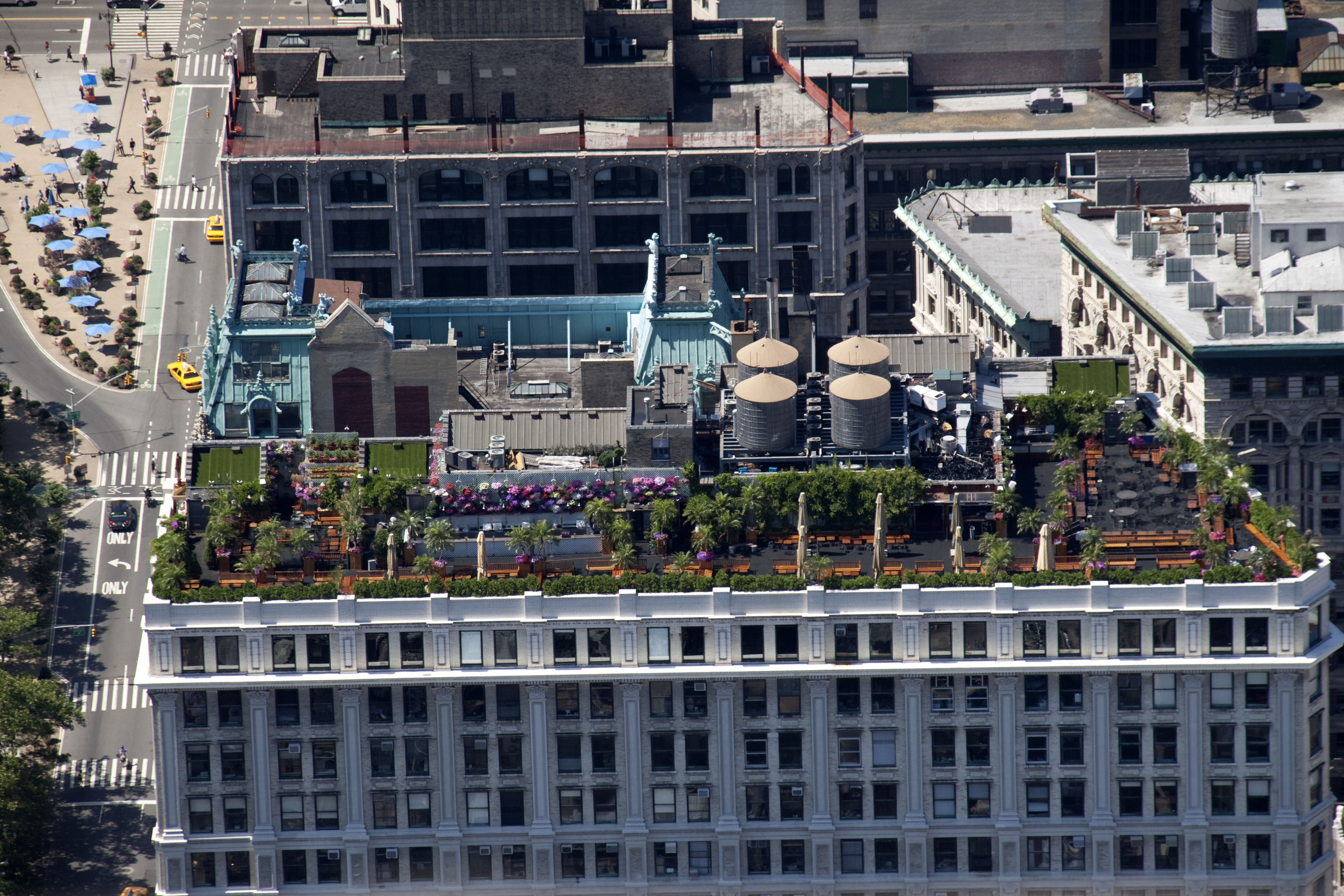
Сад на даху, Нью-Йорк

- Сад на даху, Нью-ЙоркЗелені стіни та озеленення дахів: пропонують переваги для навколишнього середовища, такі як поглинання вуглецю, покращення якості повітря, зменшення шуму та управління зливовими водами, а також забезпечують економічні переваги завдяки енергоефективності  – теплоізоляція в холодні пори року та охолодженню повітря влітку. Крім того, вони покращують соціальний добробут та психічне здоров'я, та сприяють біорізноманіттю в міському середовищі.[39][40] Міські сільськогосподарські ініціативи, такі як громадські сади та ферми на дахах, сприяють місцевому виробництву продуктів харчування та зміцнюють зв’язки в громадах. Вертикальні ферми[41] та міське сільське господарство[42] використовують гідропоніку[43][44] або аеропоніку[45], максимізуючи простір і мінімізуючи споживання води.[46]